# Gutierre de Vargas Carvajal
Gutierre de Vargas Carvajal est un évêque espagnol né à Madrid en 1506 et mort à Jaraicejo (province de Cáceres) en 1559.
Second fils de Francisco de Vargas, important conseiller des Rois Catholiques, il fut nommé évêque de Plasencia (province de Cáceres) à l´âge de 18 ans, en 1524.
Attiré par la vie mondaine, il eut de nombreux problèmes avec le chapitre de la cathédrale. Selon F.J. García Mogollón, il eut des relations amoureuses avec María Magdalena de Mendoza, une dame tolédane, dont il eut un fils, Francisco de Carvajal y Mendoza, reconnu et légitimé par la roi Philippe II lui-même en 1561.
En 1551 il fut envoyé par Charles Quint au concile de Trente, où il connut les Jésuites et lut les Exercices spirituels d´Ignace de Loyola, ce qui change complètement sa vie. Il connaît également le père Diego Laínez (Jacques Lainez) et Francisco de Borja (François Borgia).
Malade de goutte, il meurt le 27 avril 1559. Son corps est envoyé à Madrid pour reposer à la chapelle de Sainte Marie et Saint Jean de Letrán, que son père avait fondée et que lui-même termina en 1535. Celle-ci est depuis lors appelée chapelle de l´évêque de Plasencia, ou simplement chapelle de l´Évêque (Capilla del Obispo).

## Constructeur d´églises et organisateur ecclésiastique
Il fit construire de nombreuses églises dans son évêché. Lui-même était un grand amateur de l´architecture. Les églises paroissiales de Malpartida de Plasencia, Casatejada, Serrejón, Saucedilla, Navalmoral de la Mata, Jaraicejo et beaucoup d´autres furent élevées à son initiative.
Il fonda le Collège de la Compagnie de Jésus et le couvent des Capucines à Plasencia, respectivement en 1555 et 1556.
Il institua l´obligation d´avoir des registres de baptême dans toutes les paroisses de son évêché. Il imposa les visites régulières des autorités religieuses dans les villages.

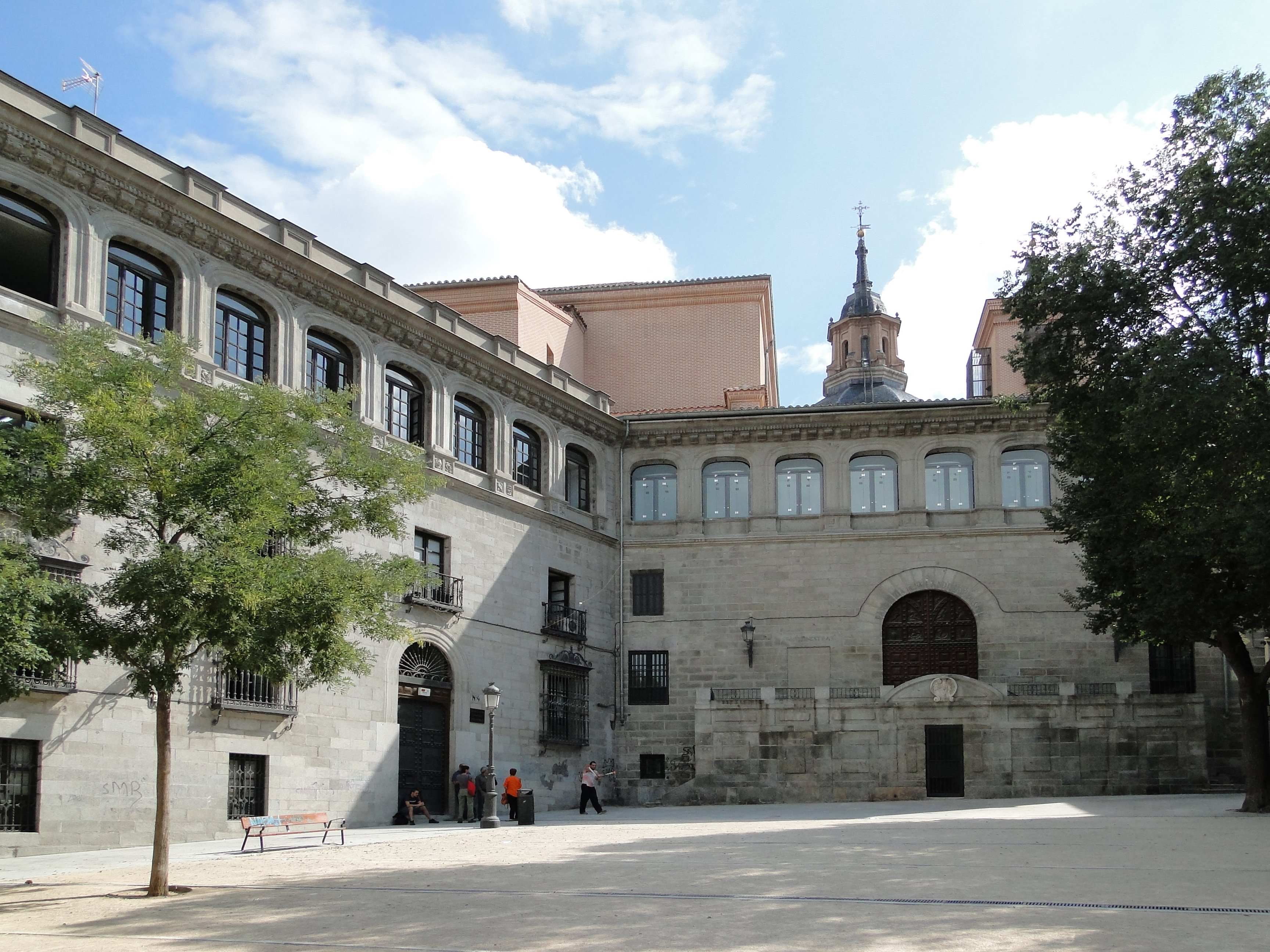
Capilla del Obispo, à Madrid

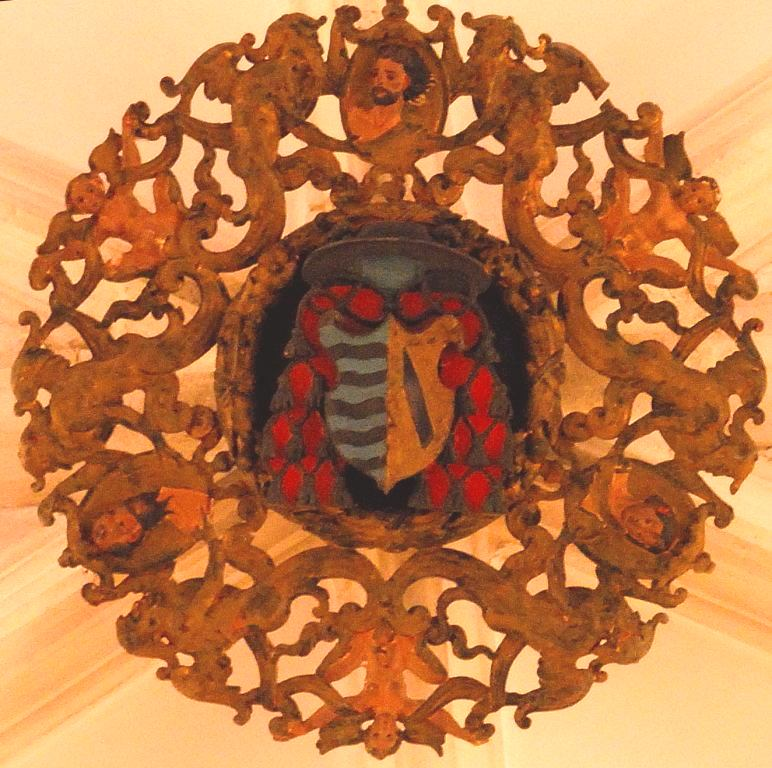
Armoiries de l´évêque Gutierre de Vargas Carvajal à la Capilla del Obispo de Madrid

## Mécène
Il finança personnellement, en 1541, une expédition navale de 3 navires (Armada de l´évêque de Plasencia) chargée de coloniser et d´évangéliser la Patagonie, et de traverser le détroit de Magellan. Seulement un navire, commandé par Alonso de Camargo, réussit à passer le détroit et arriver à Arequipa (Pérou).